# ورزشگاه روستوف آرنا
ورزشگاه روستوف آرنا (انگلیسی: Rostov Arena) یک ورزشگاه فوتبال در روستوف-نا-دونو، روسیه است.
این ورزشگاه که در سال ۲۰۱۴ شروع به ساخت شده طبق برنامه‌ریزی قرار است در سال ۲۰۱۷ تأسیس شود، ورزشگاه روستوف آرنا که دارای ۴۵٬۰۰۰ نفر ظرفیت می‌باشد یکی از ورزشگاه‌های جام جهانی فوتبال ۲۰۱۸ است.

## نگارخانه

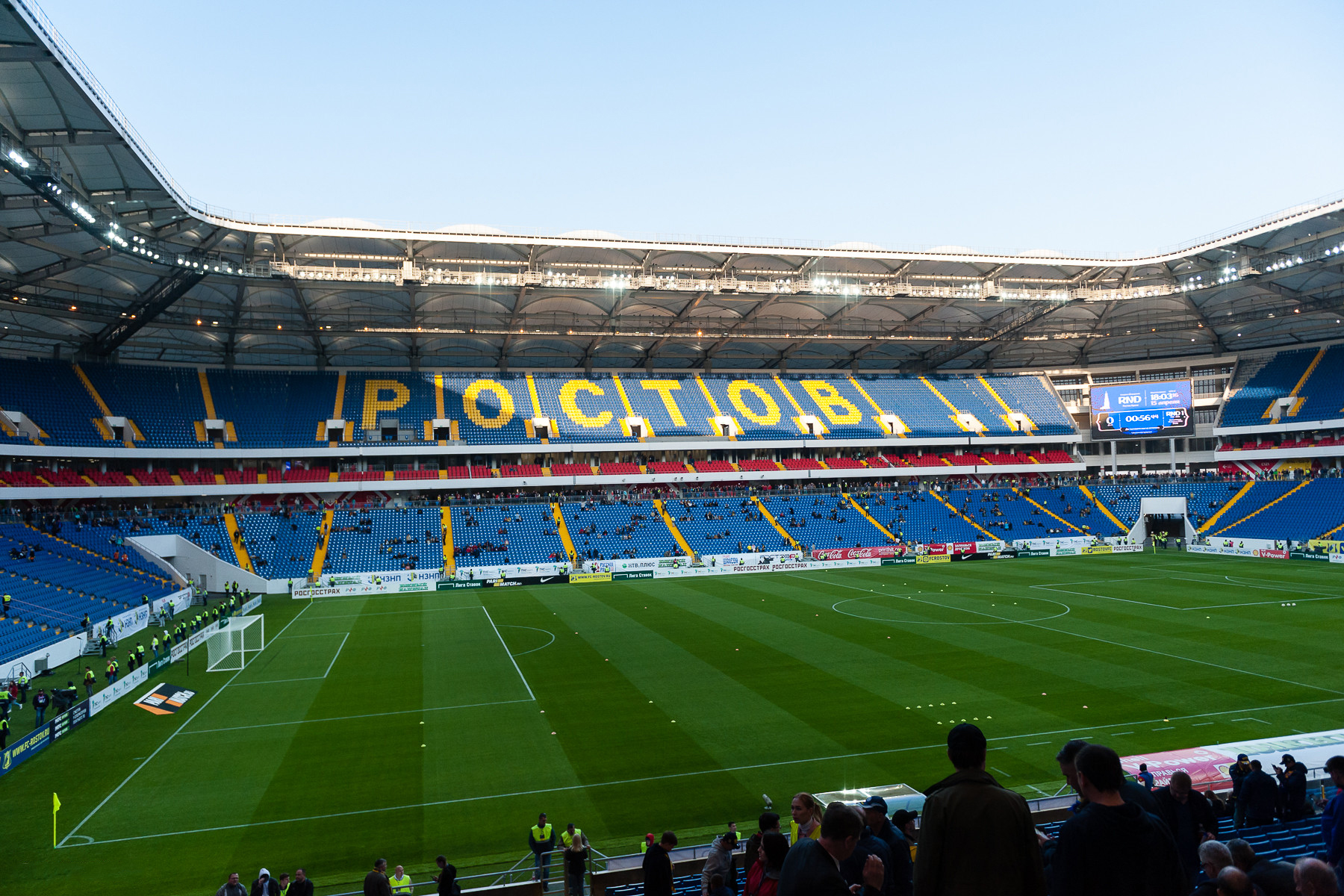